# Xylosma oligandrum
Xylosma oligandrum är en videväxtart som beskrevs av John Donnell Smith. Xylosma oligandrum ingår i släktet Xylosma och familjen videväxter. Inga underarter finns listade i Catalogue of Life.